# Seleção de Futebol do Cantão de Ticino

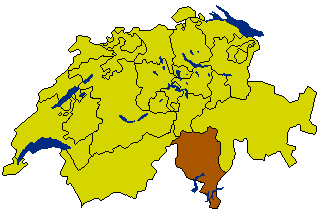
Mapa da Suíça, com o cantão de Ticino destacado em laranja.

A Seleção de Futebol do Cantão de Ticino representa o cantão suíço de Ticino nas competições de futebol e é controlada pela Associação de Futebol do Cantão de Ticino. Por não ser filiada à FIFA nem à UEFA, não pode disputar a Copa do Mundo nem a Eurocopa. A equipe, entretanto, é filiada à ConIFA
.

## História
O cantão de Ticino tornou-se membro da ConIFA em 2022. A entidade descreveu a região como "um cantão e uma república" e que possui uma "minoria cultural e étnica" dentro do território suíço (é o único cantão do país que possui o italiano como língua oficial). A seleção ficou na lista de espera de inscritos para a Copa Europeia CONIFA de 2023 caso uma equipe participante desistisse do torneio.
Participou das eliminatórias para a Copa do Mundo CONIFA de 2024, sendo sorteado no grupo B juntamente com a seleção da Récia, que derrotou Ticino por 8 a 1. O gol do cantão foi marcado por Viola Sánchez.

## Torneios disputados

### Copa do Mundo CONIFA
| Ano  | Fase                     | Posição                  | V                        | E                        | D                        | GP                       | GC                       |                          |
| ---- | ------------------------ | ------------------------ | ------------------------ | ------------------------ | ------------------------ | ------------------------ | ------------------------ | ------------------------ |
| 2014 | Não era membro da CONIFA | Não era membro da CONIFA | Não era membro da CONIFA | Não era membro da CONIFA | Não era membro da CONIFA | Não era membro da CONIFA | Não era membro da CONIFA | Não era membro da CONIFA |
| 2016 | Não era membro da CONIFA | Não era membro da CONIFA | Não era membro da CONIFA | Não era membro da CONIFA | Não era membro da CONIFA | Não era membro da CONIFA | Não era membro da CONIFA | Não era membro da CONIFA |
| 2018 | Não era membro da CONIFA | Não era membro da CONIFA | Não era membro da CONIFA | Não era membro da CONIFA | Não era membro da CONIFA | Não era membro da CONIFA | Não era membro da CONIFA | Não era membro da CONIFA |
| 2024 | Não se classificou       | Não se classificou       | Não se classificou       | Não se classificou       | Não se classificou       | Não se classificou       | Não se classificou       | Não se classificou       |